# Chila-caiota
A abóbora-chila (também conhecida como chila-caiota, gila-caiota ou simplesmente gila ou chila) é uma planta da família das cucurbitáceas, com polpa utilizada para fazer doces.

## Características
Esta abóbora exteriormente é verde com manchas brancas e o interior contêm uma polpa branca e bastante fibrosa, utilizada para fazer doces e sobremesas. As sementes são pretas e o fruto quando maduro tem a casca bastante dura, podendo pesar de 1 a 4 kg.
Para pessoas leigas pode ser confundida facilmente com algumas variedades de melancia, também usadas para fazer doces.

### Origem
A origem evolutiva desta espécie é a América Central ou América do Sul, com os registros arqueológicos mais antigos registrados no Peru, datando entre 3000 a 4000 a.c. . 

### Usos
Em Portugal e no Brasil, especialmente na região Sul, sua polpa cozida é utilizada para fazer o doce de gila ou chila. Este doce fica em fios de cor branca e é utilizado em inúmeras receitas tradicionais ou conventuais.
No Brasil é uma planta ainda pouco convencional, cultivada em pequena escala por agricultores familiares, principalmente dos estados do Rio Grande do Sul e Santa Catarina.

O fruto verde, embora muito pouco utilizado, também pode ser usado na alimentação, sendo que a planta também apresenta propriedades medicinais.

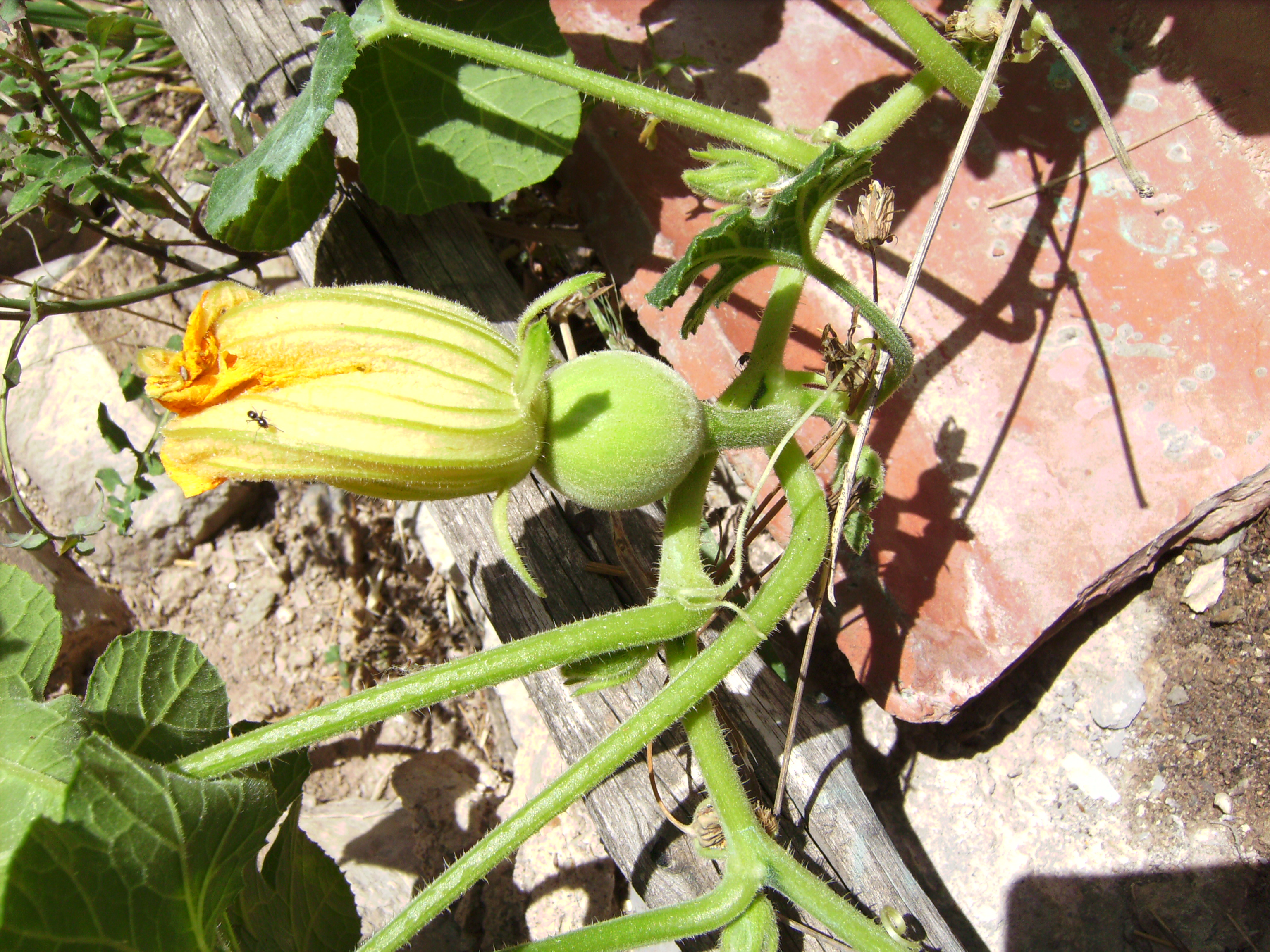
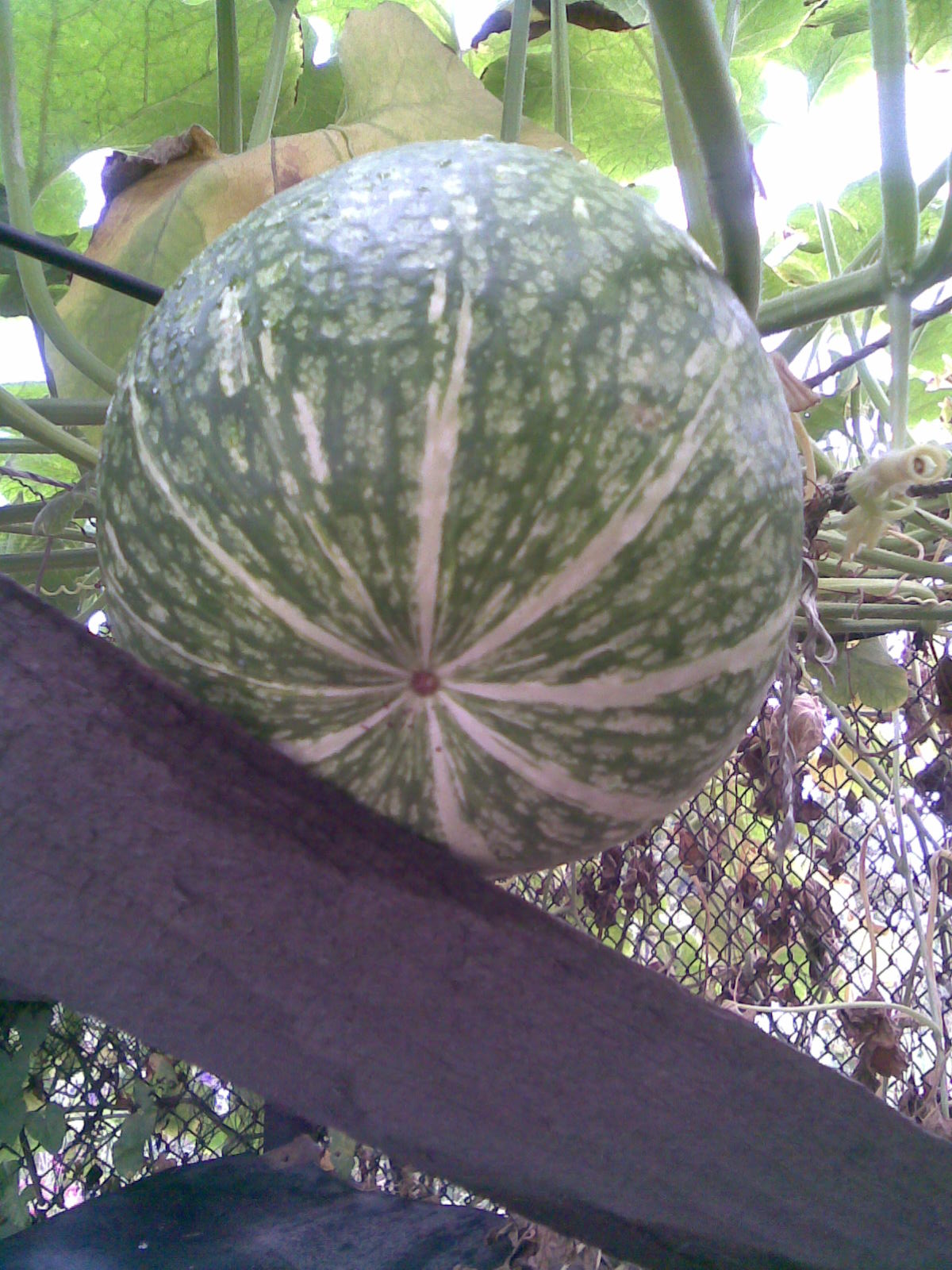
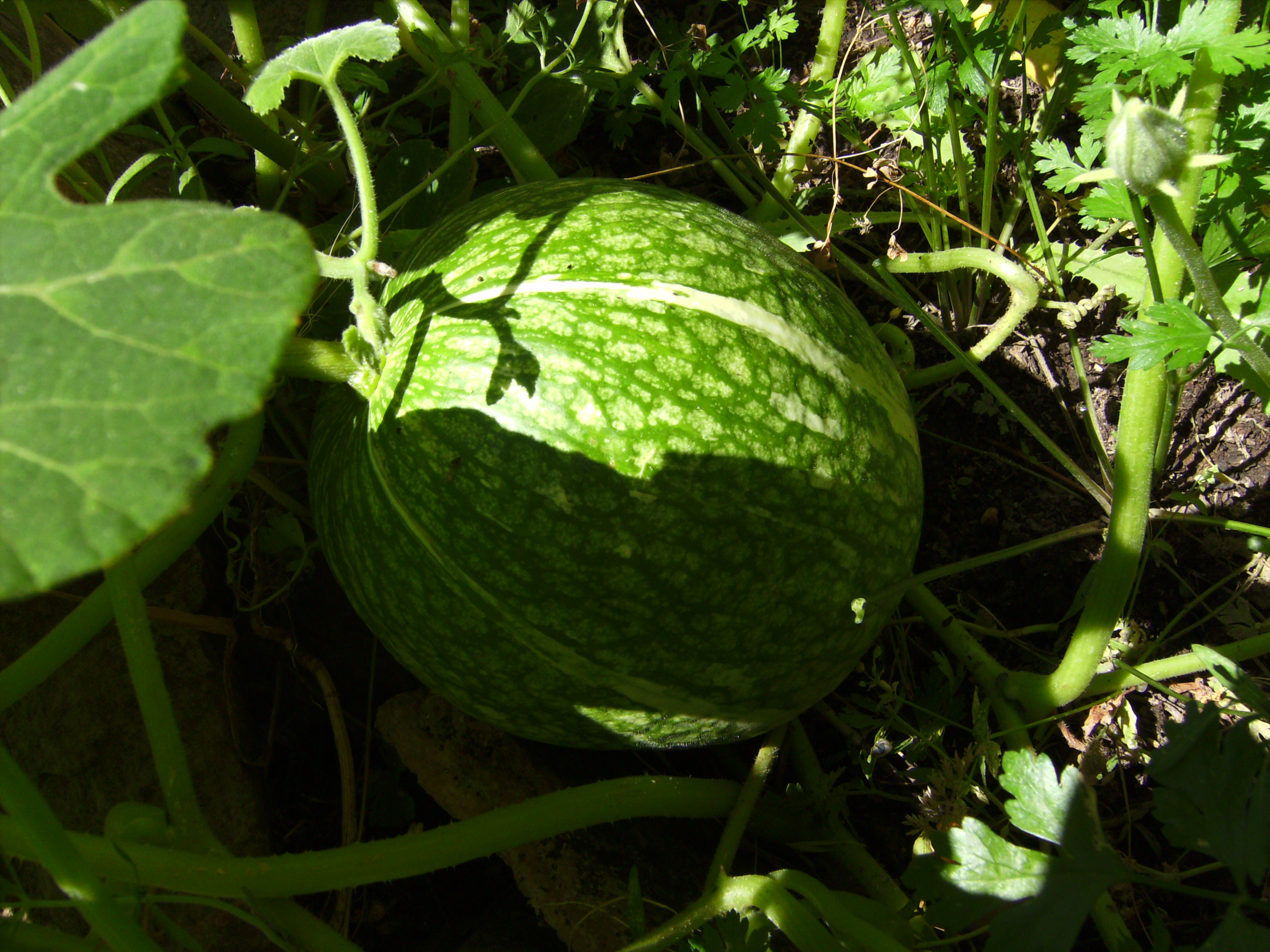